# Prix Renaudot

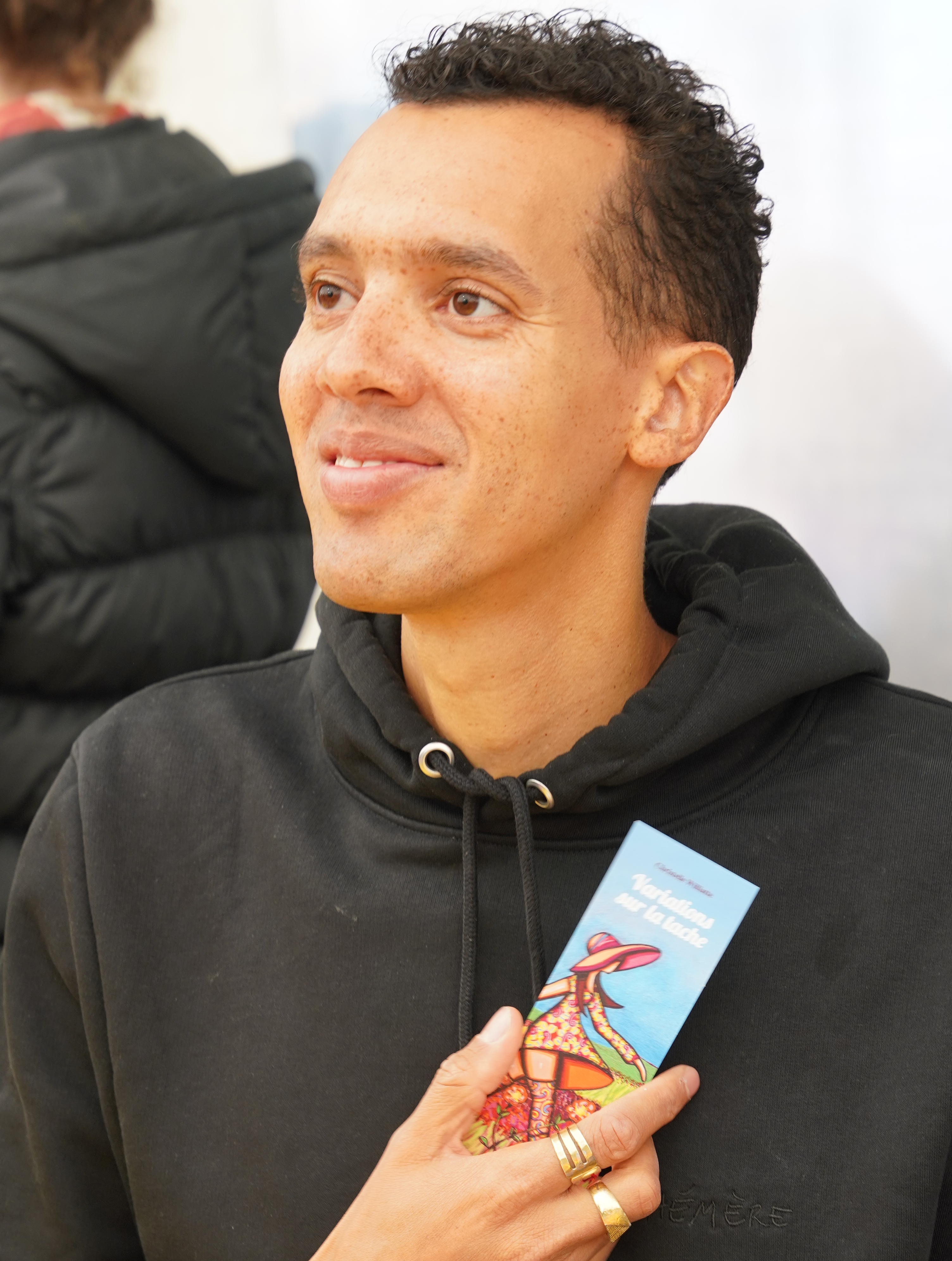
Preisträger 2024: Gaël Faye für Jacaranda

Der Prix Théophraste Renaudot (kurz Prix Renaudot) ist einer der fünf großen französischen Literaturpreise. Die Auszeichnung wird seit 1926 vergeben und ist nach dem Begründer des modernen Journalismus in Frankreich Théophraste Renaudot (1586–1653) benannt.
Der Preisträger wird alljährlich Anfang November im Pariser Restaurant Drouant am selben Tag wie der Preisträger des Prix Goncourt verkündet. Es werden im Vorfeld von der zehnköpfigen Jury – bestehend aus Literaturkritikern – immer zwei mögliche Preisträger ausgewählt (für den Fall, dass eines der beiden Werke bereits mit dem Prix Goncourt bedacht wurde). Bis März 2020 stand der Jury der Journalist und Schriftsteller Jérôme Garcin vor. Er trat zurück, um den Preis zu erneuern und die Präsenz von Frauen in der Jury zu fördern. Bis Ende November 2020 war ihm aber noch niemand nachgefolgt.
Die Jury des Prix Renaudot steht in keiner Abhängigkeit von der Académie Goncourt. Der Prix Renaudot gilt deshalb auch als ausgleichendes Komplement zum Prix Goncourt. Neben der Auszeichnung für den besten Roman werden auch Preise in den Kategorien Bestes Essay (französisch Prix Renaudot de l’essai), Bestes Taschenbuch (Prix Renaudot du livre de poche) und ein Preis für die Leseförderung von Schülern (Prix Renaudot des lycéens) verliehen.

## Preisträger (Bester Roman)
| Jahr | Preisträger/-in                | Roman                                            | Deutscher Titel                                                                     |
| ---- | ------------------------------ | ------------------------------------------------ | ----------------------------------------------------------------------------------- |
| 1926 | Armand Lunel                   | Nicolo-Peccavi ou l’affaire Dreyfus à Carpentras | Nicolo-Peccavi oder Weltgeschichte in Carpentras                                    |
| 1927 | Bernard Narbonne               | Maïtena                                          |                                                                                     |
| 1928 | André Obey                     | Le joueur de triangle                            |                                                                                     |
| 1929 | Marcel Aymé                    | La table aux crevés                              |                                                                                     |
| 1930 | Germaine Beaumont              | Piège                                            |                                                                                     |
| 1931 | Philippe Hériat                | L’innocent                                       |                                                                                     |
| 1932 | Louis-Ferdinand Céline         | Voyage au bout de la nuit                        | Reise ans Ende der Nacht                                                            |
| 1933 | Charles Braibant               | Le roi dort                                      |                                                                                     |
| 1934 | Louis Francis                  | Blanc                                            |                                                                                     |
| 1935 | François de Roux               | Jours sans gloire                                |                                                                                     |
| 1936 | Louis Aragon                   | Les beaux quartiers                              | Die Viertel der Reichen                                                             |
| 1937 | Jean Rogissart                 | Mervale                                          |                                                                                     |
| 1938 | Pierre-Jean Launay             | Léonie la bienheureuse                           |                                                                                     |
| 1939 | Jean Malaquais                 | Les javanais                                     |                                                                                     |
| 1940 | Jules Roy                      | La vallée heureuse                               | Das glückliche Tal                                                                  |
| 1941 | Paul Mousset                   | Quand le temps travaillait pour nous             | Als die Zeit für uns arbeitete                                                      |
| 1942 | Robert Gaillard                | Les liens de chaîne                              |                                                                                     |
| 1943 | André Soubiran                 | J’étais médecin avec les chars                   |                                                                                     |
| 1944 | Roger Peyrefitte               | Les amitiés particulières                        | Heimliche Freundschaften                                                            |
| 1945 | Henri Bosco                    | Le mas Théotime                                  | Der Hof Théotime / Der Hof Theotime                                                 |
| 1946 | David Rousset                  | L’Univers concentrationnaire                     | Das KZ-Universum                                                                    |
| 1947 | Jean Cayrol                    | Je vivrai l’amour des autres                     |                                                                                     |
| 1948 | Pierre Fisson                  | Voyage aux horizons                              |                                                                                     |
| 1949 | Louis Guilloux                 | Le jeu de patience                               |                                                                                     |
| 1950 | Pierre Molaine                 | Les orgues de l’enfer                            |                                                                                     |
| 1951 | Robert Margerit                | Le dieu nu                                       |                                                                                     |
| 1952 | Jacques Perry                  | L’amour de rien                                  | Ohne Liebe                                                                          |
| 1953 | Célia Bertin                   | La dernière Innocence                            |                                                                                     |
| 1954 | Jean Reverzy                   | Le passage                                       | Die Überfahrt                                                                       |
| 1955 | Georges Govy                   | Le moissonneur d’épines                          | Bei Anbruch des dritten Tages                                                       |
| 1956 | André Perrin                   | Le père                                          | Eine Kindheit in Paris                                                              |
| 1957 | Michel Butor                   | La modification                                  | Paris-Rom oder Die Modifikation / Paris, Rom oder die Modifikation                  |
| 1958 | Édouard Glissant               | La lézarde                                       | Sturzflut                                                                           |
| 1959 | Albert Palle                   | L’expérience                                     | Die Erfahrung                                                                       |
| 1960 | Alfred Kern                    | Le bonheur fragile                               | Das zerbrechliche Glück                                                             |
| 1961 | Roger Bordier                  | Les blés                                         | Felder und Träume                                                                   |
| 1962 | Simone Jacquemard              | Le veilleur de nuit                              |                                                                                     |
| 1963 | Jean-Marie Gustave Le Clézio   | Le procès-verbal                                 | Das Protokoll                                                                       |
| 1964 | Jean-Pierre Faye               | L’écluse                                         | Die Schleuse                                                                        |
| 1965 | Georges Perec                  | Les choses                                       | Die Dinge                                                                           |
| 1966 | José Cabanis                   | La bataille de Toulouse                          | Gabrielle und die Schlacht von Toulouse                                             |
| 1967 | Salvat Etchart                 | Le monde tel qu’il est                           |                                                                                     |
| 1968 | Yambo Ouologuem                | Le devoir de violence                            | Das Gebot der Gewalt                                                                |
| 1969 | Max-Olivier Lacamp             | Les feux de la colère                            |                                                                                     |
| 1970 | Jean Freustié                  | Isabelle ou l’arrière-saison                     |                                                                                     |
| 1971 | Pierre-Jean Rémy               | Le sac du palais d’été                           |                                                                                     |
| 1972 | Christopher Frank              | La nuit américaine                               | Nachtblende                                                                         |
| 1973 | Suzanne Prou                   | La terrasse des Bernardini                       | Die Terrasse der Bernardinis                                                        |
| 1974 | Georges Borgeaud               | Le voyage à l’étranger                           |                                                                                     |
| 1975 | Jean Joubert                   | L’homme de sable                                 | Der Mann im Sand                                                                    |
| 1976 | Michel Henry                   | L’amour les yeux fermés                          |                                                                                     |
| 1977 | Alphonse Boudard               | Les combattants du petit bonheur                 | Helden auf gut Glück                                                                |
| 1978 | Conrad Detrez                  | L’herbe à brûler                                 |                                                                                     |
| 1979 | Jean-Marc Roberts              | Affaires étrangères                              |                                                                                     |
| 1980 | Danièle Sallenave              | Les portes de Gubbio                             |                                                                                     |
| 1981 | Michel del Castillo            | La nuit du décret                                | Die Nacht der Entscheidung                                                          |
| 1982 | Georges-Olivier Châteaureynaud | La faculté des songes                            | Die Fakultät der Träume                                                             |
| 1983 | Jean-Marie Rouart              | Avant-Guerre                                     |                                                                                     |
| 1984 | Annie Ernaux                   | La Place                                         | Das bessere Leben / Der Platz                                                       |
| 1985 | Raphaëlle Billetdoux           | Mes nuits sont plus belles que vos jours         | Meine Nächte sind schöner als Deine Tage / Meine Nächte sind schöner als deine Tage |
| 1986 | Christian Giudicelli           | Station balnéaire                                |                                                                                     |
| 1987 | René-Jean Clot                 | L’enfant halluciné                               |                                                                                     |
| 1988 | René Depestre                  | Hadriana dans tous mes rêves                     | Hadriana in all meinen Träumen                                                      |
| 1989 | Philippe Doumenc               | Les comptoirs du sud                             |                                                                                     |
| 1990 | Jean Colombier                 | Les frères Romance                               | Das Geheimnis der Brüder Romance                                                    |
| 1991 | Dan Franck                     | La séparation                                    | Die Geometrie der unwägbaren Beziehungen                                            |
| 1992 | François Weyergans             | La démence du boxeur                             | Der Boxer-Wahnsinn                                                                  |
| 1993 | Nicolas Bréhal                 | Les corps célestes                               |                                                                                     |
| 1994 | Guillaume Le Touze             | Comme ton père                                   | Wie dein Vater                                                                      |
| 1995 | Patrick Besson                 | Les Braban                                       |                                                                                     |
| 1996 | Boris Schreiber                | Un silence d’environ une demi-heure              |                                                                                     |
| 1997 | Pascal Bruckner                | Les voleurs de beauté                            | Diebe der Schönheit                                                                 |
| 1998 | Dominique Bona                 | Le manuscrit de Port-Ebène                       | Die Zuckerplantage                                                                  |
| 1999 | Daniel Picouly                 | L’enfant léopard                                 | Der Leopardenjunge                                                                  |
| 2000 | Ahmadou Kourouma               | Allah n’est pas obligé                           | Allah muss nicht gerecht sein                                                       |
| 2001 | Martine Le Coz                 | Céleste                                          |                                                                                     |
| 2002 | Gérard de Cortanze             | Assam                                            |                                                                                     |
| 2003 | Philippe Claudel               | Les âmes grises                                  | Die grauen Seelen                                                                   |
| 2004 | Irène Némirovsky               | Suite française                                  | Suite française                                                                     |
| 2005 | Nina Bouraoui                  | Mes mauvaises pensées                            |                                                                                     |
| 2006 | Alain Mabanckou                | Mémoires de porc-épic                            | Stachelschweins Memoiren                                                            |
| 2007 | Daniel Pennac                  | Chagrin d’école                                  | Schulkummer                                                                         |
| 2008 | Tierno Monénembo               | Le roi de Kahel                                  |                                                                                     |
| 2009 | Frédéric Beigbeder             | Un roman français                                | Ein französischer Roman                                                             |
| 2010 | Virginie Despentes             | Apocalypse bébé                                  | Apokalypse Baby                                                                     |
| 2011 | Emmanuel Carrère               | Limonov                                          | Limonow                                                                             |
| 2012 | Scholastique Mukasonga         | Notre-Dame du Nil                                | Die Heilige Jungfrau vom Nil                                                        |
| 2013 | Yann Moix                      | Naissance                                        |                                                                                     |
| 2014 | David Foenkinos                | Charlotte                                        | Charlotte                                                                           |
| 2015 | Delphine de Vigan              | D’après une histoire vraie                       | Nach einer wahren Geschichte                                                        |
| 2016 | Yasmina Reza                   | Babylone                                         | Babylon                                                                             |
| 2017 | Olivier Guez                   | La disparition de Josef Mengele                  | Das Verschwinden des Josef Mengele                                                  |
| 2018 | Valérie Manteau                | Le Sillon                                        |                                                                                     |
| 2019 | Sylvain Tesson                 | La Panthère des neiges                           | Der Schneeleopard                                                                   |
| 2020 | Marie-Hélène Lafon             | Histoire du fils                                 | Geschichte des Sohnes                                                               |
| 2021 | Amélie Nothomb                 | Premier sang                                     | Der belgische Konsul                                                                |
| 2022 | Simon Liberati                 | Performance                                      |                                                                                     |
| 2023 | Ann Scott                      | Les Insolents                                    |                                                                                     |
| 2024 | Gaël Faye                      | Jacaranda                                        |                                                                                     |